# Xenimpia soricina
Xenimpia soricina là một loài bướm đêm trong họ Geometridae.